# Royal New Zealand Air Force
Royal New Zealand Air Force (RNZAF, Maori: Te Tauaarangi o Aotearoa, z ang. Królewskie Nowozelandzkie Siły Powietrzne) – jeden z trzech rodzajów Sił Obronnych Nowej Zelandii odpowiedzialny za obronę powietrzną kraju. Od 1923 roku działały pod auspicjami Royal Air Force jako New Zealand Permanent Air Force (w 1934 przemianowane na obecną nazwę RNZAF), wykorzystując samoloty podarowane przez Wielką Brytanie z powojennych nadwyżek. W 1937 roku zreformowano je jako niezależna służba. Lotnictwo brało czynny udział w działaniach podczas II wojny światowej w Europie i na Pacyfiku. W szczytowym okresie wojny RNZAF liczyły 34 eskadry, z czego 25 służyło poza granicami kraju, a personel liczył 41 tys. osób w 1945 roku. Po wojnie angażowały się w zwalczanie zbrojnej partyzantki komunistycznej w Malezji oraz operacje pokojowe na Cyprze i w Singapurze. Na samolotach początkowo malowano symbol RAF-u, w okresie II WŚ wprowadzono nowe błękitne koło na tle białego prostokąta z białym okręgiem i złotymi krawędziami, pod koniec lat 60. symbol RAF-u zastąpiono aktualnym znakiem z ptakiem Kiwi. Z powodu przesłanek ekonomicznych i ekologicznych w 2001 roku Nowa Zelandia zaprzestała wykorzystywania samolotów bojowych, rezygnując jednocześnie z możliwości zakupu samolotów F-16 oferowanych przez USA. Do 2003 lotnictwo zostało wtedy zredukowane do około 2,5 tys. ludzi i 53 statków powietrznych. W ramach modernizacji w ostatnich latach wymiana objęła trzy typy wykorzystywanych śmigłowców.

## Bazy
- Baza Ohakea (Manawatu-Wanganui)
  - No. 3 Squadron — UH-1 Iroquois
  - No. 42 Squadron — Beech King Air B200
  - Pilot Training Squadron — CT-4E Airtrainer
  - Central Flying School — CT-4E Airtrainer
- Baza Auckland
  - No. 5 Squadron — P-3 Orion
  - No. 6 Squadron — SH-2 Seasprite
  - No. 40 Squadron — C-130 Hercules/Boeing 757
- Baza Woodbourne (Blenheim)
  - punkt serwisu i szkolenia naziemnego

## Wyposażenie

### Obecnie
| Zdjęcie | Samolot                     | Producent         | Typ                                       | Wersja      | Liczba sztuk | Uwagi                                                                        |
| ------- | --------------------------- | ----------------- | ----------------------------------------- | ----------- | ------------ | ---------------------------------------------------------------------------- |
|         | Lockheed P-3 Orion          | Stany Zjednoczone | morski patrolowiec                        | P-3K        | 6            | W służbie od 1966.                                                           |
|         | Lockheed C-130 Hercules     | Stany Zjednoczone | taktyczny transportowiec                  | C-130H(NZ)  | 5            | W służbie od 1965.                                                           |
|         | Boeing 757                  | Stany Zjednoczone | strategiczny transportowiec               | 757-200     | 2            | Transport wojska/VIP/ewakuacja medyczna. W służbie od 2003.                  |
|         | Beechcraft King Air         | Stany Zjednoczone | treningowy                                | B200        | 2            | W służbie od 1998.                                                           |
|         | Beechcraft T-6 Texan II     | Stany Zjednoczone | treningowy                                | T-6C        | 11           | W styczniu 2014 zamówiono 11 T-6C. Wszystkie dostarczono do końca 2015 roku. |
|         | PAC CT/4 Airtrainer         | Nowa Zelandia     | treningowy                                | CT-4E       | 12           | W służbie od 1998.                                                           |
|         | Agusta A109                 | Włochy            | śmigłowiec użytkowy                       | A109LUH(NZ) | 5            | Dostarczono 8. W służbie od 2011.                                            |
|         | Kaman SH-2G Super Seasprite | Stany Zjednoczone | śmigłowiec ZOP                            | SH-2G(NZ)   | 5            | Zamówiono osiem używanych SH-2G(I). W służbie od 2001.                       |
|         | NHI NH90                    | Francja           | śmigłowiec transportowy Search and Rescue |             | 8            |                                                                              |

### W przeszłości
Bojowe

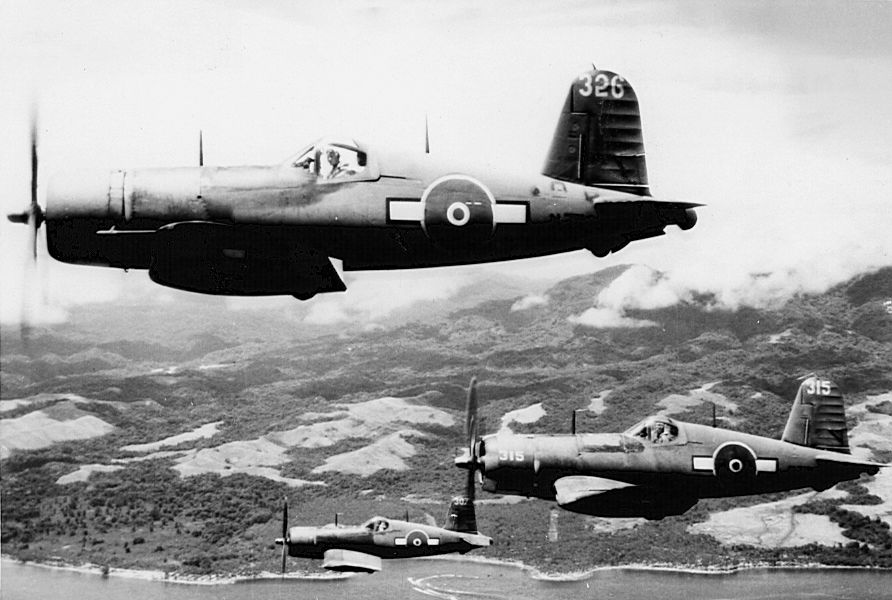
F4U-1 Corsairs w 1945.

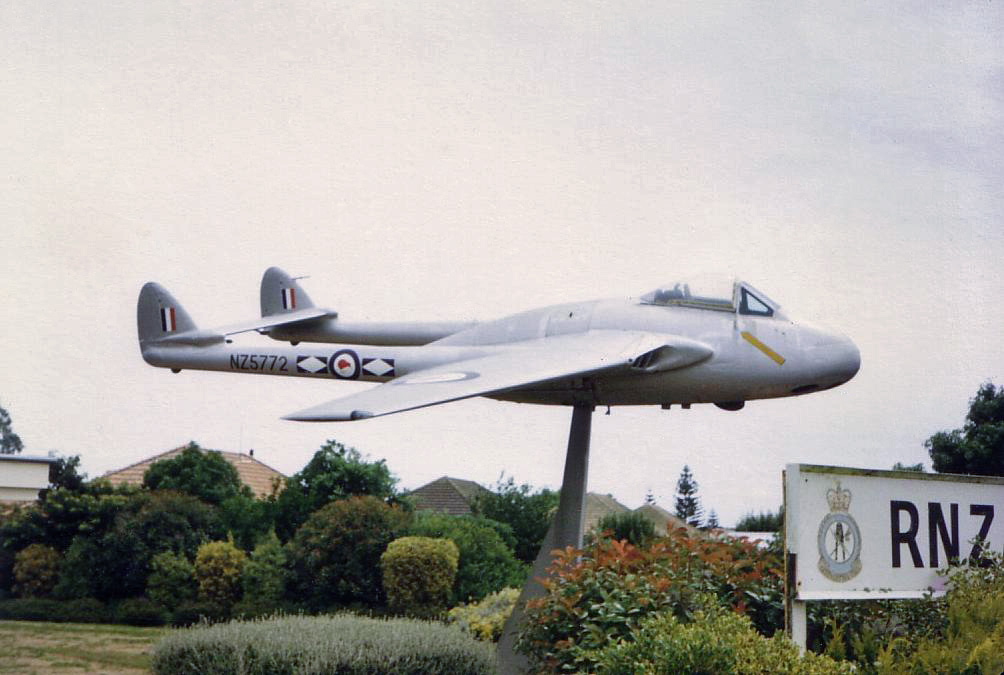
de Havilland Vampire

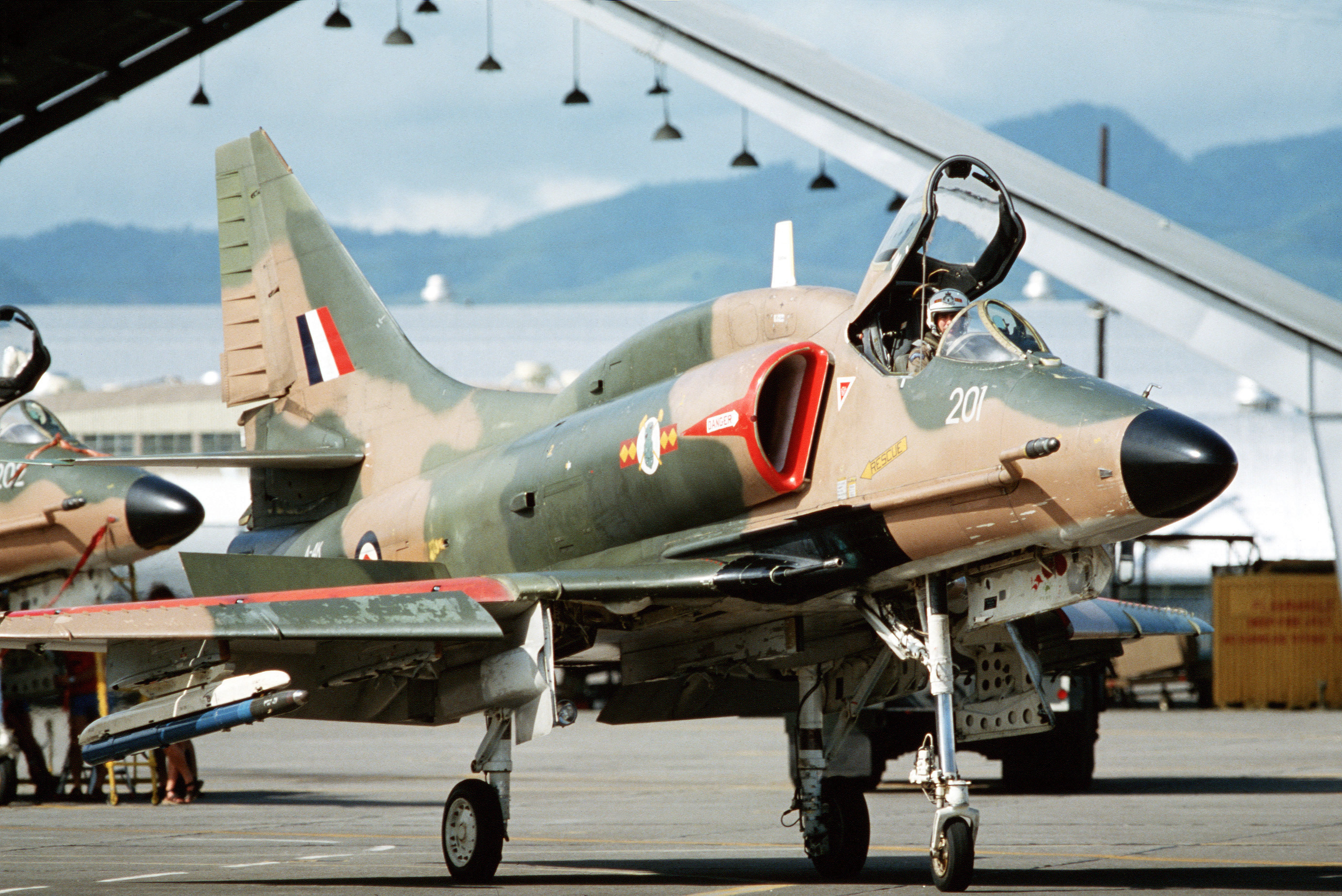
A-4K Skyhawk w 1982.

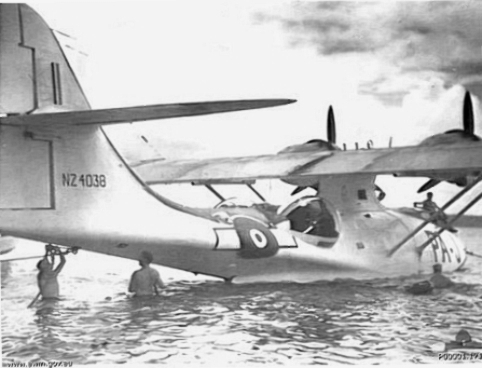
PB2B-1 Catalina w 1945.

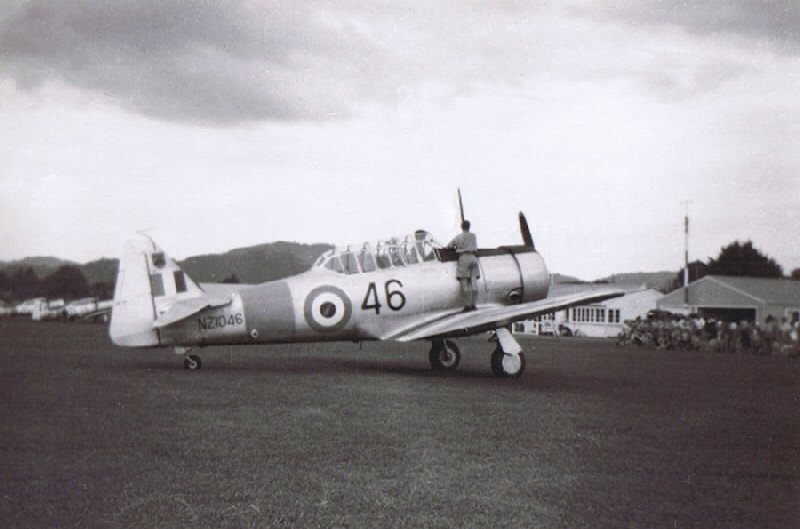
North American Harvard w 1961.

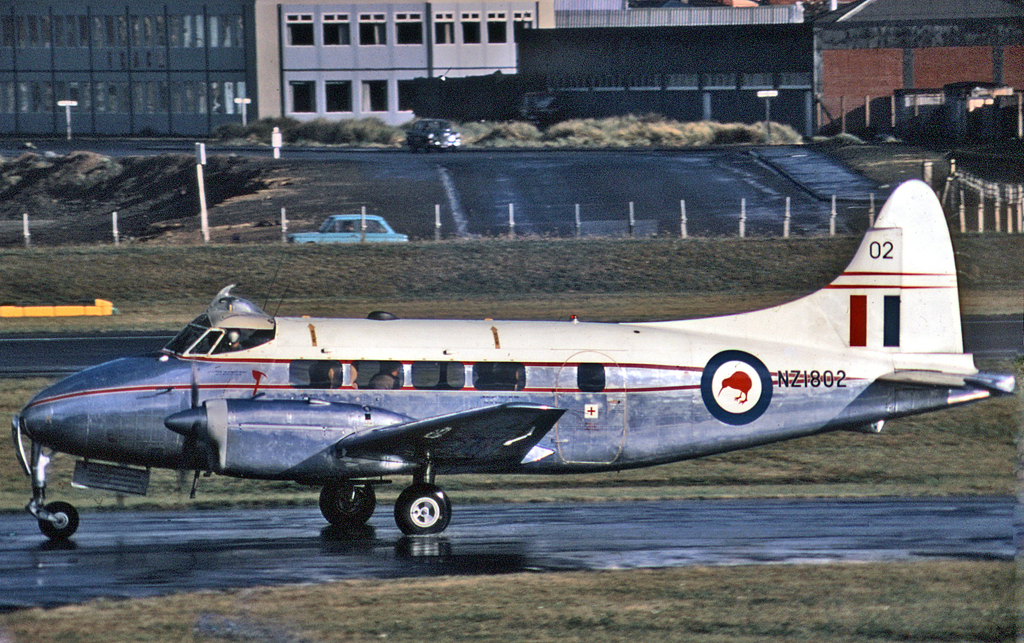
de Havilland Devon C.1 w 1971.

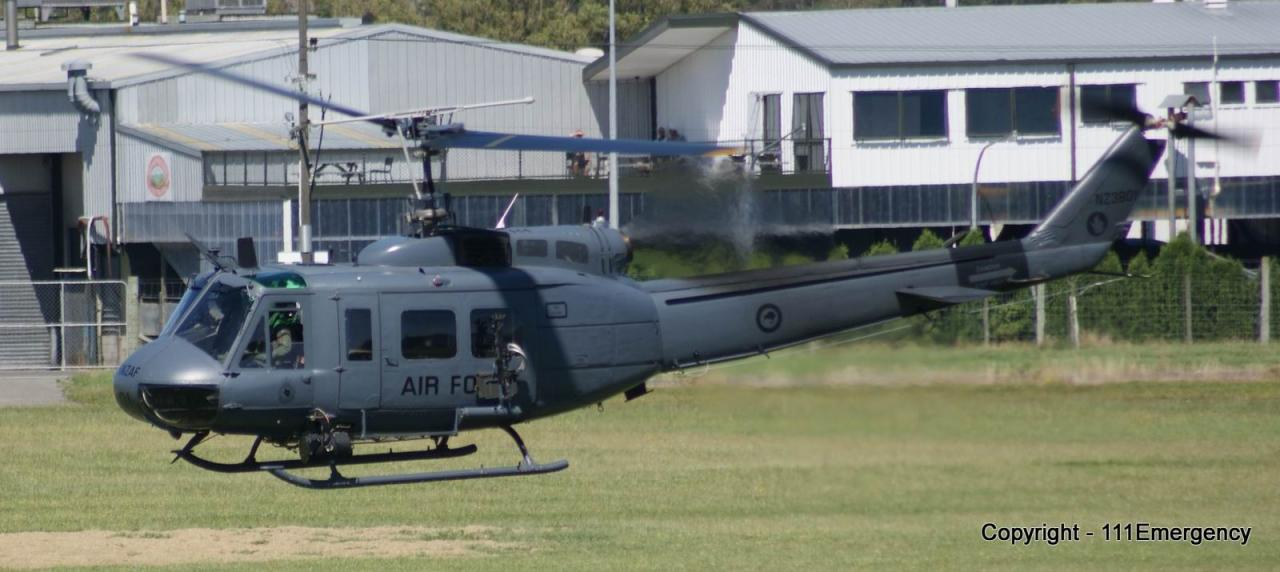
UH-1H

- Bristol F.2 Fighter – 7 w latach 1919–1936.
- Airco DH.9 – 9 w latach 1921–1930.
- Vickers Vildebeest – 39 w latach 1935–1944.
- Vickers Vincent – 62 w latach 1939–1944.
- Vickers Wellington – 18 w latach 1939–1943.
- Blackburn Baffin – 29 w latach 1937–1941.
- Hawker Hind – 63 w latach 1940–1943.
- Curtiss P-40E/K/L/M/0 Warhawk – 301 w latach 1942–1948.
- Douglas SBD Dauntless – 68 w latach 1943–1944.
- De Havilland Mosquito – 89 w latach 1943–1952.
- Grumman TBF Avenger – 48.
- Vought F4U Corsair – 424 w latach 1944–1948.
- North American P-51 Mustang – 30 P-51D.
- Gloster Meteor – 1 F.3, 2 T.7 od 1945 (od RAF, na Cyprze).
- De Havilland Vampire – 63 w latach 1951–1972.
- De Havilland Venom – 48 w latach 1955–1958 (wypożyczone).
- English Electric Canberra B.12/T.13 – 31 w latach 1959–1970 (wypożyczone).
- BAC 167 Strikemaster Mk 88 – 16 w latach 1972–1992.
- Douglas A-4K Skyhawk – 22 w latach 1969–2001.

Patrolowe
- Saro Cutty Sark – 1 w latach 1930–1937.
- Supermarine Walrus – 10 w latach 1936–1945.
- Short Singapore III – 4 w latach 1941–1943.
- Lockheed Hudson – 94 od 1942.
- Lockheed Ventura – 139 Ventura, 6 Orion, 4 PV-2 Harpoon w latach 1943–1948.
- Consolidated PBY Catalina – 56 w latach 1943–1953.
- Short Sunderland Mk.3/MR.5 – 20 w latach 1944–1967.

Treningowe
- Avro 504K/L – 31 w latach 1920–1931.
- De Havilland DH.60G/M Moth – 60 w latach 1929–1943.
- De Havilland Puss Moth – 4 w latach 1931–1946.
- Hawker Tomtit – 4.
- Fairey IIIF – 3.
- Avro Prefect – 4 w latach 1935–1943.
- Miles Magister – 2.
- Fairey Gordon – 41 od 1939.
- de Havilland Tiger Moth – 335 w latach 1939–1956.
- North American Harvard – 202 w latach 1946—1968.
- Aermacchi MB-339CB – 18 w latach 1991—2001.

Transportowe/użytkowe
- Porterfield 35W – 1.
- Airspeed Oxford – 229 w latach 1938–1954.
- de Havilland Dragon – 2 w latach 1939–1944.
- de Havilland Express – 3 w latach 1939–1943.
- De Havilland Dragon Rapide – 14 w latach 1939–1953.
- Avro Anson – 25 w latach 1942–1952.
- Lockheed Model 18 Lodestar – 9.
- Douglas Dakota – 49 w latach 1943–1977.
- Miles Aerovan – 4.
- Auster J/5 Adventurer – 7 w latach 1947–1970.
- Airspeed Consul – 6 w latach 1948–1954.
- de Havilland Devon – 30 w latach 1948–1981.
- Handley Page Hastings C.3 – 4.
- Hawker Siddeley Andover C.1 – 10 w latach 1976–1998.
- Bristol Freighter – 12 w latach 1951–1977.
- Douglas DC-6 – 3 w latach 1961–1968.
- AESL CT4 Airtourer – 4 w latach 1970–1993.
- Fokker F-27-100 Friendship – 3.
- Cessna 421C – 3 w latach 1981–1991.
- Boeing 727 – 2 w latach 1981–2003.

Śmigłowce
- Westland Wasp – 11.
- Bell 47 Sioux – 13 od 1965.
- Bell UH-1 Iroquois – 17 w latach 1966–2015.[4]